# 25813 Savannahshaw
25813 Savannahshaw è un asteroide della fascia principale. Scoperto nel 2000, presenta un'orbita caratterizzata da un semiasse maggiore pari a 2,9376479 UA e da un'eccentricità di 0,0457368, inclinata di 0,82356° rispetto all'eclittica.